# Кумжинское месторождение
Кумжинское газоконденсатное месторождение — газоконденсатное месторождение в Ненецком автономном округе. Расположено в дельте реки Печора, к северо-востоку от Нарьян-Мара. Относится к северной части Тимано-Печорской нефтегазоносной провинции и приурочено к эпибайкальской Печорской плите Русской платформы.
Залежи газа в месторождении относятся к сводовому типу и залегают на глубинах порядка 3000 м. Газоконденсат находится на глубине 2 348–2 777 м.
По запасам газа Кумжинское месторождение относится к крупным, запасы оцениваются приблизительно в 100 млрд м³ по категории А+В+С1. Количество конденсата — 3,9 млн т. Газ по составу метановый с примесью сероводорода в количестве 0,1–0,2%. Присутствует и двуокись углерода до 3,5%.

## История освоения
В 1980 году на скважине Кумжа-9 произошёл выброс газа во время бурения, после чего начался пожар. 25 мая 1981 года на месторождении на глубине порядка 1,5 тыс. м был взорван ядерный заряд, мощность которого составила 37,6 килотонны, целью взрыва был сдвиг геологических пластов. Операция носила название «Пирит». Полностью аварию ликвидировать не удалось, месторождение законсервировали.
По данным на 2012 год, радионуклидов в газоконденсате не обнаружено.

## Планы по дальнейшему использованию месторождения
Тендер на право недропользованию активом в 2007 году выиграла компания «СН Инвест». Углеводороды Кумжинского месторождения планируется использовать в качестве базы для завода по производству СПГ, который, как ожидается, будет построен в 2015 году в районе посёлка Индига. Также планируется построить СПГ-терминал.

## Экологическая опасность
Месторождение находится на территории Ненецкого государственного заповедника. Последствия аварии на скважине № 9 постепенно устраняются.